# 스티븐 송
스티븐 송(Steven Phillip Song, 한국명 송현달, 1981년~ )은 한국계 미국인 건축가이다. 미국 로스앤젤레스에 위치한 건축사무소 SCAAA와 호텔 투자회사 Axle Companies의 대표이며, UCLA Hammer 미술관, Southern California Institute of Architecture (SCI-Arc)과 빌 클린턴 전 미국 대통령이 설립한 Clinton Health Access Initiative의 운영위원회 멤버이다.

## 교육
미국 펜실베이니아주 피츠버그에 소재한 카네기 멜론 대학과 필라델피아에서 펜실베이니아 대학원의 건축학과를 졸업하였다.

## 경력
대학생 시절부터 벤투리와 스콧 브라운 문하에서 도제로 들어가 건축을 배운 뒤, 뉴욕의 젊은 건축가 동료들과 함께 건축/이론그룹인 VIUM(비움)을 개설하였다. 그 이후 로스앤젤레스에서 건축사무소 SCAAA를 개설, 대표로서 활동 중이다.
대표작으로는 홍대의 RYSE호텔, 필리핀 증권 거래소, 공유 오피스 BLDG BLCKS등이 있다.

## 로버트 벤투리와 데니스 스콧 브라운과의 사제 관계
2007년초 벤투리와 스콧 브라운으로부터 그들의 건축 아이디어들을 새로운 세대의 건축가의 눈으로 재조명하는 글을 써보라는 제안을 받고 논문을 쓰기 시작, 2007년 7월 파리의 아메리칸대학에서 열린 국제 인문학 컨퍼런스에서 《패러다임의 이동- 데커레이티드 셰드의 재발견》(Shifting Paradigms: Renovating the Decorated Shed)이란 제목으로 발표해 건축계로부터 큰 관심을 모았다.
이 논문은 미국의 건축포럼 Archinect, 베트남의 건축포럼 Kienviet 과 한국의 월간 'SPACE(옛 空間)' 2009년 3월호에 게재되었다.
스티븐 송은 《패러다임의 이동- 데커레이티드 셰드의 재발견》을 통해 "(벤투리와 스콧 브라운의) 건축적 접근법을 기반으로 현대 사회와 기술의 패러다임이 미치는 사회적 영향력을 연구했다. 그로써 콘텍스트, 거주 공간 그리고 기호에 대한 또 한 번의 재정의가 필요하다고 제안했다. 그리고 그것을 통해 정보화, 다문화 시대에 필요한 새로운 건축에 대한 토론을 전개했다."
벤투리와 스콧 브라운은 한국의 SPACE 건축지와 미국의 Archinect를 통해 건축계에 스티븐 송을 소개하였다: "1960, 1970년대 우리는 친애하는 근대건축이 시대의 흐름에 발맞출 것을 주장했다. 40년이 흐른 지금 당시 우리의 주장에 대한 스티븐 송의 재평가는 반갑다. 스티븐 송은 우리의 주장을 오해한데서 발생한 파편들을 뒤로 한 채 우리가 의도했던 본래의 주장으로 돌아가고 있다. 또한 그는 오늘날 젊은 건축가들이 마주하고 있는 상황에 맞추어 우리의 주장을 조절하고 확장시키고 있다. 스티븐 송은 두 노장 건축가에게 신세대 건축가들도 근대주의의 훌륭한 기반을 유지하고 강화할 수 있다는 희망을 선물로 주었다!"
2008년, 영국 정부의 교육기관 BECTA (the British Educational and Communications Technology Agency)가 발간한 미래의 아이들의 놀이/교육 공간에 대한 제안서 《Re-imagining outdoor learning spaces: Primary capital, co-design and educational transformation》은 스티븐 송의 논문을 인용하였다.
2009년에는 미국 하버드대에서 《기호와 시스템으로 읽는 건축, 매너리즘 시대를 위하여》란 타이틀로 출간된 스승 벤투리와 스콧 브라운의 저서 한국어판의 감수를 맡았다. 같은해 4월, 벤투리와 스콧 브라운은 런던의 Architectural Association 대학의 강의에서 스티븐 송을 그들의 건축이론을 새롭게 확장시켜나가는 새로운 세대의 건축가라고 소개하였다.
2010년 1월, 미국의 예일대학교에서 벤투리와 스콧 브라운의 업적을 기리고 토론하는 국제 학회가 열렸다. 학회가 끝나고 스티븐 송은 학회의 내용을 정리하고 거기서 얻어진 토픽들로 새로운 토론을 이어나가는 내용의《Learning from 'Learning-From'》이라는 글을 발표하였다.
같은 해, 건축 잡지 Museo와의 인터뷰에서 벤투리와 스콧 브라운은, "스티븐 송의 《패러다임의 이동- 데커레이티드 셰드의 재발견》은 우리의 아이디어들을 글로벌 어바니즘과 새로운 커뮤니케이션 테크놀로지로 이어간다." 라고 하였다.
2017년에는 벤투리와 스콧 브라운의 저서인 《라스베이거스의 교훈》의 한국어판 감수를 맡아 출간하였다.

## 저서
《라스베이거스의 교훈》 - 감수 (2017년)
《기호와 시스템으로 읽는 건축, 매너리즘 시대를 위하여》- 감수(2009년)
《패러다임의 이동- 데커레이티드 셰드의 재발견》(2007년)

## 외부 웹사이트
건축사무소 SCAAA